# Oreodera jacquieri
Oreodera jacquieri là một loài bọ cánh cứng trong họ Cerambycidae.